# Hertelendy Andor (1857–1907)

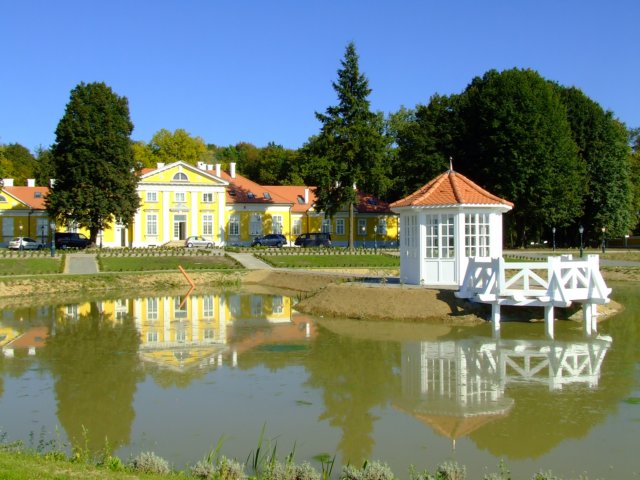
A Hertelendy-kastély a Somogy vármegyei Kutason

Hertelendi és vindornyalaki Hertelendy Andor István (Vindornyalak, 1857. április 18. – Bécs, 1907. augusztus 13.),  Somogy vármegye törvényhatósága és a mezőgazdasági bizottságának tagja, a Marcali Takarékpénztár elnöke, földbirtokos.

## Élete
Az ősrégi és tekintélyes nemesi származású hertelendi és vindornyalaki Hertelendy család sarja. Apja hertelendi és vindornyalaki Hertelendy László (1817–1865), vindornyalaki földbirtokos, anyja domaniczai Domaniczky Kornélia (1834–1901). Az apai nagyszülei hertelendi és vindornyalaki Hertelendy Imre (1794–1850) Zala vármegye főszolgabírája, táblabíró, földbirtokos és nyírlaki Oszterhuber Magdolna (1797–1883) voltak. Az anyai nagyszülei domaniczi Domaniczky Boldizsár (1809–1887), földbirtokos, és györgyfalvi Csépán Karolina (1812–1890) voltak. Az anyai nagynénje domaniczai Domaniczky Klementina (1842–1902), akinek a férje a jómódú nezetei és boronkai Boronkay Károly (1830–1893), Somogyvármegye törvényhatósági bizottsági tagja, földbirtokos volt. Hertelendy Andornak az egyetlen fivére hertelendi és vindornyalaki Hertelendy József (1855–1907), földbirtokos, akinek a neje nemes Kučinić Elvira (1859–1955) asszony volt. Hertelendy József és Kučinić Elvira egyik fia vitéz hertelendi és vindornyalaki Hertelendy József (1889–1933), zalai szolgabíró, megyebizottsági tag, földbirtokos, tartalékos főhadnagy, virilista.
Hertelendy Andor jogi pályára készült, azonban tanulmányait e téren nem fejezte be, mert anyai ágú nagyapja, Domaniczky Boldizsár, 1880-ban maga mellé vette Csákányban, hogy elsajátítsa a gazdasági ismereteket, és neki öreg napjaira segítsége legyen. Később 1887-ben Csákány örökösévé lett, hol haláláig gazdálkodott. 1902-ben örökölte nagynénjétől Boronkay Károlyné Domaniczky Klementinátől a kutaskozmi birtokot és a kastélyát. Somogy vármegye törvényhatósága és a mezőgazdasági bizottságának tagja. 1905-től haláláig a Marcali Takarékpénztár elnökeként szolgált.

## Házassága és leszármazottjai
1882. augusztus 24-én Nagybajomban, feleségül vette a nemesi származású nádasdi Sárközy Irma (Nagybajom, 1863. június 27.–Csákány, 1933. február 1.), kisasszonyt, akinek a szülei nádasdi Sárközy Dénes (1831–1891), földbirtokos, és györgyfalvi Csépán Apollónia (1840–1877) voltak. Az apai nagyszülei nádasdi Sárközy Albert (1790–1860) Somogy vármegye főispánja, kormánybiztosa, alispánja, földbirtokos és chernelházi Chernel Julianna (1802–1842) voltak. Az anyai nagyszülei györgyfalvi Csépán József (1814–1888), földbirtokos, és domaniczi Domaniczky Mária (1815–1873) voltak. Hertelendy Andor és Sárközy Irma frigyéből született:
- Hertelendy László (Csákány, 1883. május 31.–Budapest, 1936. szeptember 11.), császári és királyi kamarás, testőr, 4. huszárezred kapitánya, földbirtokos.[24] Neje: miskei és monostori Thassy Lenke (Felsőrajk, 1901. március 11.–Csákvár, 1976. június 16.)
- ifjabb Hertelendy Andor (Csákány, 1884. november 8.–Kaposvár, 1944. május 9.), m. kir. honvéd huszárhadnagy, a Máltai lovagrend lovagja, földbirtokos.[25] 1.f.: Nérey Nóra (1890–1917) 2.f.: somogyvári Somogyi Rózsa (1894–1983)
- dr. Hertelendy Dénes (Csákány, 1887. augusztus 18.–Budapest, 1959. május 19.), orvos, rendőr tanácsos. 1.f.: dapsai Dapsy Amália (Csíkszereda, 1891. november 27.–Budapest, 1924. február 27.).[26] 2.f.:berei papp Ragány Magdolna.
- Hertelendy Zoltán (Csákány, 1896. május 25.–Csákány, 1963. február 4.). Neje: nemestóti Nemestóthy Szabó Eugénia.
- Hertelendy Pongrác (Csákány, 1902. április 12.–Tab, 1954. november 15.)